# Хари Никвист
Хари Никвист (енгл. Harry Theodor Nyqvist; Стора Кил, 7. фебруар 1889 — Харлинџен, 4. април 1976) био је амерички инжењер електронике шведског порекла који је значајно допринео теорији информација.

## Биографија
Никвист је рођен у граду Стора Кил, Нилсби, Вармланд, Шведска. Био је син Ларса Јонсона Никвиста (р. 1847) и Катрине Ериксдотер (р. 1857). Његови родитељи имали су седморо деце: Елин Терезија, Астрид, Селма, Хари Теодор, Емери, Олга Марија и Аксел. Ниједно од њих није крштено. Никвист је емигрирао у Сједињене Државе 1907. године.

## Образовање
Уписао се на Универзитет у Северној Дакоти 1912. године, дипломирао електротехнику 1914, а добио мастер 1915. године. Докторирао је физику на Универзитету Јејл 1917. године.

## Каријера
Радио је у AT&T, одељењу за развој и истраживање од 1917. до 1934. године, а наставио је када је та компанија претворена у Белове лабораторије исте године, све до пензионисања 1954. године.
Никвист је добио IEEE медаљу части 1960. године за „фундаменталне доприносе квантитативном разумевању термалног шума, преноса података и негативних повратних информација." У октобру 1960. године, додељена му је Стјуарт Балантајн медаља Френклиновог института „за његове теоретске анализе и практичне изуме на пољу комуникационих система током претходних четрдесет године укључујући, посебно, његова оригинална дела на пољима теорема телеграфског преноса, термалног шума у електрничким проводницима и историје система повратних информација." Године 1969. Национална академија инжењерства му је доделила четврту оснивачку медаљу „због многих његових фундаменталних доприноса инжењерству“.
Никвист је после пензионисања живео у Фару, Тексас, а умро је у Харлинџену, Тексас 4. априла 1976. године.

## Технички доприноси
Као инжењер у Беловим лабораторијама, Никвист је дошао до значајних открића на пољима термалног шума ("Џонсон-Никвистов шум"), стабилности повратних информација појачавача, телеграфије, факсимила, телевизије и осталих значајних телекомуникационих проблема. Са Хербертом Е. Ајвсом, помогао је развоју првих машина за факсимиле компаније AT&T које су пуштене у јавност 1924. године. Године 1932, објавио је класични рад о стабилности повратних информација појачавача. Никвистов критеријум стабилности се сада може наћи у свим уџбеницима о теорији контроле повратних информација.
Његови ранији радови о одређивању захтева пропусног оспега за пренос информација поставили су основе за каснија остварења Клода Шенона, што је довело до развоја теорије информација.
Године 1927, Никвист је одредио да је број независних пулсева који могу да се пропусте кроз телеграфски канал по јединици времена ограничен двоструким пропусним опсегом канала. Никвист је објавио совје резултате у раду Certain topics in Telegraph Transmission Theory (1928). Ово правило је у суштини дуално ономе што је сада познато као Никвист-Шенонова теорема одабирања.